# Vallée de la Grande Maison
Pour les articles homonymes, voir Grande maison.
La vallée de la Grande Maison est une petite vallée de France située en Savoie, dans le massif du Beaufortain.

## Géographie
La vallée est longue de dix kilomètres, rectiligne, orientée selon un axe nord-est-sud-ouest. Sa partie amont au nord-est nait au pied du versant méridional du Grand Mont, au niveau des cols de la Louze, de Charvetan, de la Grande Combe, des Génisses et des Tufs Blancs. Elle est encadrée au nord-ouest par la pointe de Comborsier et la Grande pointe de Bizard et au sud-est par les contreforts du crêt des Bœufs, du crêt du Rey et du roc Marchand. Drainée par le torrent de Glaize, ses versants se resserrent peu à peu et sa pente augmente en direction de l'aval jusqu'à déboucher par des gorges sur la vallée de la Tarentaise au niveau de Notre-Dame-de-Briançon, entre Albertville et Moûtiers.
Elle comporte quelques chalets d'alpage reliés entre eux par des pistes carrossables accessibles depuis Molençon au-dessus du village de la Léchère. Au bout de la piste, aux chalets de la Grande Maison, se trouve un parking, point de départ de randonnées, notamment pour les lacs de la Tempête et le Grand Mont.